# تریوخگولووی گولتس
تریوخگولووی گولتس (روسی: Трёхголовый Голец) یک کوه در استان ایرکوتسک کشور روسیه است.